# De nieuwe rijschool
De nieuwe rijschool (volledige naam De nieuwe rijschool : een beweegbaar prenteboek met rijmen) is een beweegbaar prentenboek met rijmen uit 1856.  Het wordt gezien als een mijlpaal in de ontwikkeling van het Nederlandse kinderboek omdat het het eerste beweegbare prentenboek voor kinderen was. Het werd geschreven door Adriaan van der Hoop jrsz., geïllustreerd door Hendrik Scheeve, uitgegeven door H.A.M. Roelants in Schiedam en gedrukt bij  H.L. van Hoogstraten in Zwolle. Het enige bekende exemplaar wordt bewaard in de Koninklijke Bibliotheek in Den Haag.

## Vernieuwend
Het boek wordt gezien als een mijlpaal in de ontwikkeling van het Nederlandse kinderboek. Het was namelijk het eerste beweegbare prentenboek voor kinderen.
Het prentenboek is losbladig en bestaat afwisselend uit dubbele tekstpagina’s en zes in kleur gedrukte lithografieën met afbeeldingen van ruiters en rijdieren. Dankzij een constructie van onderling verwisselbare losse onderdelen met insteekstrookjes kunnen combinaties van ruiters en rijdieren worden gemaakt. Bovendien kunnen de onderdelen d.m.v. de strookjes bewogen worden. Het prentenboek opent met een voorwoord door de schrijver, waarin verteld wordt dat zoiets als dit nog niet eerder gezien werd in Holland.
Een "Rijschool" was in de negentiende eeuw een soort circus. Het boek bevat afbeeldingen van een kameel met Bedoeïenen, buffel met Polichinel (Jan Klaassen), paard met Nederlandse huzaar, bok met pierrot, leeuw met Engelse jager en kat met ‘kleine boersche snuiter’. De achterkant van het dier staat steeds op het papier gedrukt, maar de voorkant is een los onderdeel dat verwijderd kan worden. De ruiters bestaan steeds uit twee delen (bovenkant en onderkant), behalve het boertje dat uit één stuk bestaat.

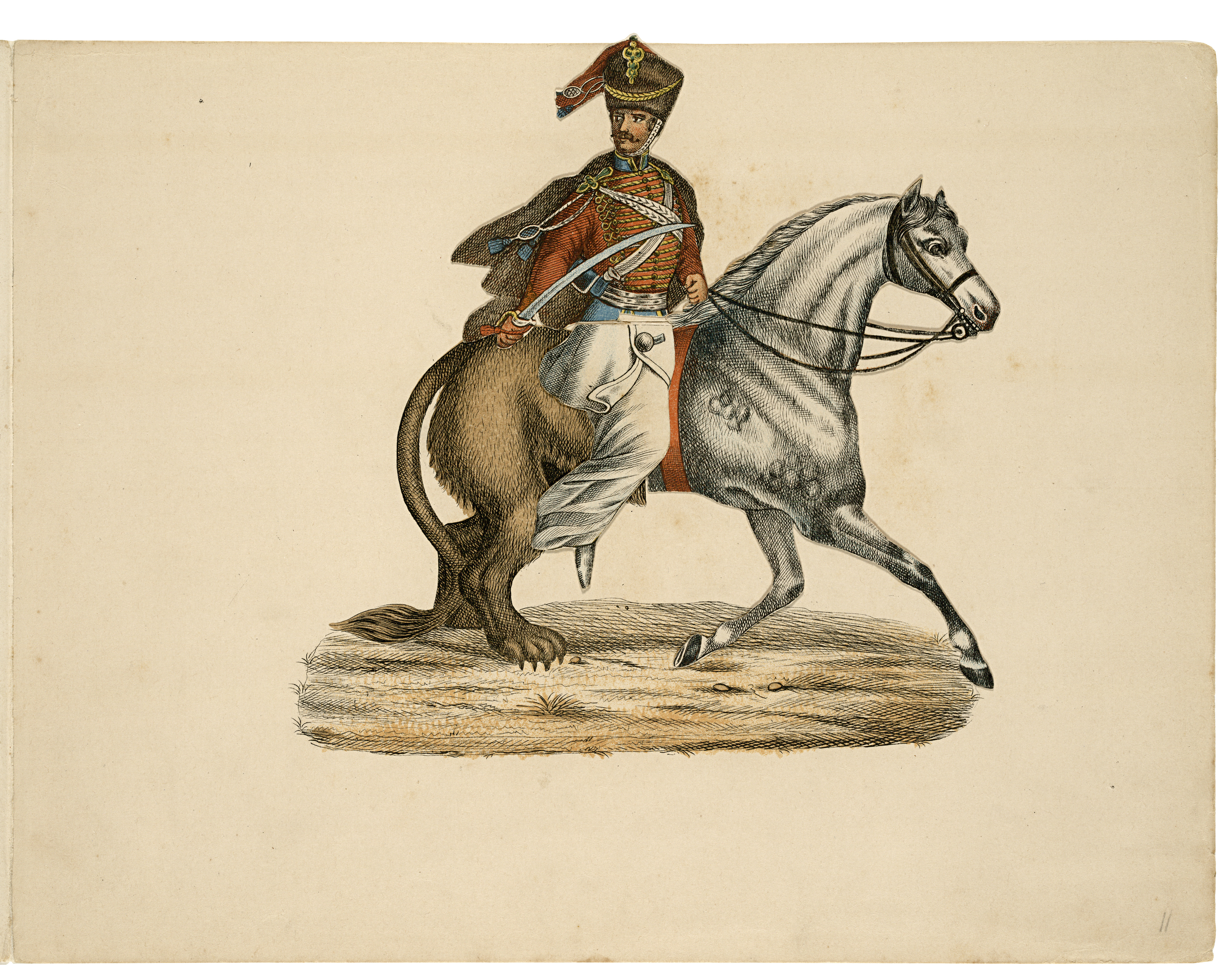
Combinatie van elementen (leeuw, huzaar, pierrotbroek, paard) uit De nieuwe rijschool
Jan Klaassen op een buffel (eigenlijk een os) uit De nieuwe rijschool

## Facsimile
In september 2016 verscheen een gelimiteerde (100 exemplaren) bibliofiele facsimile-uitgave van het boek. De facsimile bestaat uit het boek, een begeleidend boekwerk en een beukenhouten doos.